# Chiesa di Santa Maria del Carmine (Napoli, San Giovanni a Teduccio)
La chiesa di Santa Maria del Carmine è un luogo di culto cattolico di San Giovanni a Teduccio, quartiere orientale di Napoli.

## Storia
Il complesso fu fondato durante il XVII secolo dall'Ordine di Sant'Agostino e fu dipendente dalla chiesa di San Giovanni a Carbonara di Napoli, con il nome di Santa Maria di Costantinopoli. La soppressione degli ordini religiosi avvenuta nel 1806 causò un periodo di abbandono del complesso che terminò nel 1820, quando, dopo il ritorno dei Borbone a Napoli, fu affidata dall'Ordine dei Carmelitani da cui prese il nome, che ancora oggi conserva.

### Architettura
La chiesa e l'ex convento affacciano su Piazza Giovanni Battista Pacichelli, una delle principali del quartiere. La facciata della chiesa possiede un aspetto settecentesco caratterizzato dal profilo curvo datogli dal cornicione e dal raccordo tramite una decorazione in stucco tra il portale, sopra il quale è dipinta un'immagine della Madonna del Carmine, e il finestrone mistilineo, sopra il quale è posto lo stemma dell'Ordine Carmelitano.
L'interno è a navata unica con  quattro cappelle per lato, cupolino e abside poco esteso e profondo. La decorazione a tempera che riveste tutti gli spazi superiori dell'interno risale al 1945 e si deve alla mano di Raffaele Iodice (artista poco conosciuto, ma molto attivo in chiese e palazzi di varie località della Campania).
Nelle cappelle laterali si ammirano varie tele del XVIII secolo; mentre sopra l'abside vi è una cona rettangolare che accoglie una graziosa immagine ottocentesca della Madonna del Carmine.